# Arcozelo (Ponte de Lima)
Arcozelo é uma vila portuguesa sede da Freguesia de Arcozelo do Município de Ponte de Lima, freguesia com 11,87 km² de área e 3562 habitantes (censo de 2021), tendo, por isso, uma densidade populacional de 300,1 hab./km².
A principal povoação da freguesia e que lhe deu o nome, Arcozelo, foi elevada à categoria de vila em 9 de Dezembro de 2004, através da Lei n.º 27/2005 da Assembleia da República.

## Demografia
A população registada nos censos foi:
| Distribuição da População por Grupos Etários | Distribuição da População por Grupos Etários | Distribuição da População por Grupos Etários | Distribuição da População por Grupos Etários | Distribuição da População por Grupos Etários |
| -------------------------------------------- | -------------------------------------------- | -------------------------------------------- | -------------------------------------------- | -------------------------------------------- |
| Ano                                          | 0-14 Anos                                    | 15-24 Anos                                   | 25-64 Anos                                   | > 65 Anos                                    |
| 2001                                         | 759                                          | 603                                          | 2003                                         | 567                                          |
| 2011                                         | 574                                          | 465                                          | 2066                                         | 629                                          |
| 2021                                         | 414                                          | 378                                          | 1941                                         | 829                                          |

## Património
- Via romana de Braga a Tui - 14 marcos miliários (série capela)
- Igreja de Santa Marinha de Arcozelo
- Pedra do Cavalinho (penedo de granito insculturado)
- Casa do Outeiro (incluindo capela, terreiros, portão, cruzeiro e aqueduto)
- Quinta Pombeiro de Sabadão (casa nobre, terreiro, portal)
- Casa de Pomarchão (incluindo capela, terreiro e portão)
- Casa Grande
- Casa, ou Solar da Granja

## Política

### Resultados das eleições autárquicas

#### Junta de Freguesia
| Partido      | %    | M    | %    | M    | %    | M    | %    | M    | %    | M    | %    | M    | %    | M    | %    | M    | %    | M    | %    | M    | %    | M    |
| Partido      | 1976 | 1976 | 1979 | 1979 | 1982 | 1982 | 1985 | 1985 | 1989 | 1989 | 1993 | 1993 | 1997 | 1997 | 2001 | 2001 | 2005 | 2005 | 2009 | 2009 | 2013 | 2013 |
| ------------ | ---- | ---- | ---- | ---- | ---- | ---- | ---- | ---- | ---- | ---- | ---- | ---- | ---- | ---- | ---- | ---- | ---- | ---- | ---- | ---- | ---- | ---- |
| PPD/PSD      | 41,3 | 4    |      |      |      |      | 37,9 | 4    | 28,6 | 3    | 31,2 | 3    | 33,4 | 3    | 32,2 | 3    | 27,3 | 3    | 35,4 | 4    | 10,7 | 1    |
| CDS-PP       | 25,5 | 2    |      |      |      |      | 22,2 | 2    | 12,1 | 1    | 16,6 | 1    | 9,1  | 1    |      |      |      |      | 28,7 | 3    |      |      |
| PS           | 18,8 | 2    | 26,3 | 4    |      |      | 22,5 | 2    | 12,9 | 1    | 28,9 | 3    | 44,2 | 5    | 33,5 | 3    | 43,7 | 4    | 24,6 | 2    | 28,3 | 3    |
| FEPU/APU/CDU | 11,3 | 1    | 11,8 | 1    | 14,1 | 2    | 14,0 | 1    | 42,9 | 4    | 19,8 | 2    | 8,7  |      | 16,9 | 2    | 10,1 | 1    | 7,5  |      | 15,3 | 1    |
| AD           |      |      | 59,1 | 8    | 51,0 | 7    |      |      |      |      |      |      |      |      |      |      |      |      |      |      |      |      |
| IND          |      |      |      |      | 31,2 | 4    |      |      |      |      |      |      |      |      | 13,3 | 1    | 14,4 | 1    |      |      | 38,1 | 4    |